# ناحیه‌های بوداپست
بوداپست، پایتخت مجارستان دارای ۲۳ ناحیه (به مجاری: kerület) و شهرداری مرتبط با آن است. شماره سریال ناحیه‌ها با اعداد رومی مشخص می‌شود.

## داده‌های کلیدی ناحیه‌ها
| شماره ناحیه | نام ناحیه                      | محلات | جمعیت   | مساحت (km۲) | تراکم جمعیت |
| ۱           | منطقهٔ قلعه                     | - *تپهٔ گلرت - * کریستیناواروش (Krisztinaváros) - * تابان (Tabán) - * قلعهٔ بودا - * ویزی‌واروش (Víziváros) | ۲۵٬۱۷۲  | ۳٬۴۱        | ۷٬۳۸۱٫۸۲    |
| ۲           | ندارد                          | - * آدی‌لیگت (Adyliget) - * بخشی از بوداکِسی‌اِردو (Budakeszierdő) - * بودالیگت (Budaliget) - * چاتارکا (Csatárka) - * اِرژبت‌لیگت (Erzsébetliget) - * اِرژبت‌تِلِک (Erzsébettelek) - * فِل‌هِویز (Felhévíz) - * گِرچه (Gercse) - * هارشاکایا (Hársakalja) - * هارش‌هِدْیْ (Hárshegy) - * هوووش‌وُلدیْ (Hűvösvölgy) - * کووار (Kővár) - * کوروتس‌لِش (Kurucles) - * لیپوت‌مِزو (Lipótmező) - * ماریارِمِته (Máriaremete) - * نیِک (Nyék) - * اُرساگ‌اوت (Országút) - * پال‌وُلدیْ (Pálvölgy) - * پاشارِت (Pasarét) - * پِشت‌هیدِگ‌کوت-اُفالو (Pesthidegkút-Ófalu) - * پِتنه‌هازی‌رِت (Petneházyrét) - * رِمته‌کِرت‌واروش (Remetekertváros) - * رِزمال (Rézmál) - * رُژادومب (Rózsadomb) - * سِملوهِدْیْ (Szemlőhegy) - * سِپ‌هالوم (Széphalom) - * سِپ‌ایلونا (Szépilona) - * سِپ‌وُلدیْ (Szépvölgy) - * تُرُک‌وِس (Törökvész) - * بخشی از اوی‌لاک (Újlak) - * وِرهالوم (Vérhalom) - * بخشی از ویزی‌واروش (Víziváros) - * زُلدمال (Zölmál) | ۸۹٬۴۵۲  | ۳۶٬۳۴       | ۲٬۴۶۱٫۵۳    |
| ۳           | اُبودا-بکاش‌مِدْیِر                 | - * آرانی‌هِدْیْ-اورُم‌هِدْیْ-پِتِرهِدْیْ (Aranyhegy-Ürömhegy-Péterhegy) - * آکوئینکوم - * بکاش‌مِدْیِر (Békásmegyer) - * چیلاگ‌هِدْیْ (Csillaghegy) - * چوچ‌هِدْیْ (Csúcshegy) - * هارشانی‌لِیتو (Harsánylejtő) - * هارماش‌هاتارهِدْیْ (Hármashatárhegy) - * کاساش‌دولو (Kaszásdűlő) - * موچاروش‌دولو (Mocsárosdűlő) - * اُبودا - * اُبودا هِدْیْ‌ویدِکه (Óbuda hegyvidéke) - * اُبودایی‌سیگت (Óbudaisziget) - * رومائی‌فوردو (Rómaifürdő) - * شویماروُلدیْ (Solymárvölgy) - * اوی‌لاک (Újlak) | ۱۳۰٬۵۶۰ | ۳۹٬۷۰       | ۳٬۲۸۸٫۶۶    |
| ۴           | اوی‌پِشت                         | - * ایشتوان‌تِلِک (Istvántelek) - * کاپوستاش‌مِدْیِر (Káposztásmegyer) - * مِدْیِر (Megyer) - * نِپ‌سیگت (Népsziget) - * سِکِش‌دولو (Székesdűlő) - * اوی‌پشت (Újpest) | ۱۰۰٬۰۷۱ | ۱۸٬۸۲       | ۵٬۳۱۷٫۲۷    |
| ۵           | بِل‌واروش-لیپوت‌واروش             | - * بِل‌واروش - * لیپوت‌واروش | ۲۶٬۰۱۳  | ۲٬۵۹        | ۱۰٬۰۴۳٫۶۳   |
| ۶           | ترزواروش                       | - * تِرِزواروش | ۳۸٬۵۴۱  | ۲٬۳۸        | ۱۶٬۱۹۳٫۷    |
| ۷           | ارژبت‌واروش                     | - *اِرژِبِت‌واروش | ۵۲٬۳۶۲  | ۲٬۰۹        | ۲۵٬۰۵۳٫۵۹   |
| ۸           | یوژف‌واروش                      | - * محله کوروین (Corvin-negyed) - * محله چارنوک (Csarnoknegyed) - * محله گانز (Ganznegyed) - * کِرِپِش‌دولو (Kerepesdűlő) - * محله لوشونتسی (Losoncinegyed) - * محله ماگدولنا (Magdolnanegyed) - * محله نِپ‌سینهاز (Népszínháznegyed) - * محله اُرتسی (Orczynegyed) - * محله پالوتا (Palotnegyed) - * محلهٔ سازادوش (Századosnegyed) - * شهرک تیست‌ویشِلو (Tisztviselőtelep) | ۷۶٬۹۱۶  | ۶٬۸۵        | ۱۱٬۲۲۸٫۶۱   |
| ۹           | فِرِنتس‌واروش                     | - * فرنتس‌واروش داخلی - * زیرناحیهٔ یوژف آتیلا - * فرنتس‌واروش میانی - * فرنتس‌واروش بیرونی | ۵۹٬۷۲۰  | ۱۲٬۵۳       | ۴٬۷۶۶٫۱۶    |
| ۱۰          | کوبانیا                        | - * فِلشوراکوش (Felsőrákos) - * دْیاردولو (Gyárdűlő)، کِرِست‌اوری‌دولو (Keresztúridűlő) - * کوبانیا-کِرت‌واروش(Kőbánya-Kertváros) - * کوتو (Kúttó) - * لاپوش‌دولو (Laposdűlő)/small> - * لیگِت‌تِلِک (Ligettelek) - * نِپ‌لیگِت (Népliget) - * اُهِدْیْ (Óhegy) - * تِگلادْیاردولو (Téglagyárdűlő) - * اوی‌هِدْیْ (Újhegy) | ۷۸٬۰۳۰  | ۳۲٬۴۹       | ۲٬۴۰۱٫۶۶    |
| ۱۱          | اوی‌بودا                        | - * آلبرت‌فالوا (Albertfalva) - * دوبوگو (Dobogó)، - * گازداگ‌رِت (Gazdagrét) - * جنوب تپه گلرت - * هوسورِت (Hosszúrét) - * اینفوپارک (Infopark) - * کامرااِرددو (Kamaraerdő) - * کِلِن‌فولد (Kelenföld) - * کِلِن‌وولدْیْ (Kelenvölgy) - * کواِربِرِک (Kőérberek) - * لادیْ‌مانیوش (Lágymányos) - * مادارهِدْیْ (Madárhegy) - * نادورکِرت (Nádorkert) - * اُرمِزو (Őrmező) - * اُرشُد (Örsöd) - * پِتِرهِدْیْ (Péterhegy) - * پوشینگِرمایور (Pösingermajor) - * شاشاد (Sasad) - * شاش‌هِدْیْ (Sashegy) - * شپانیول‌رِت (Spanyolrét) - * سِنت‌ایمره‌واروش (Szentimreváros) | ۱۴۸٬۵۱۷ | ۳۳٬۴۹       | ۴٬۴۳۴٫۶۷    |
| ۱۲          | هدی‌ویدک                        | - * بوداکِسی‌اِردو (Budakeszierdő) - * چیله‌بِرتس (Csillebérc) - * فارکاش‌رِت (Farkasrét) - * فارکاش‌ولدیْ (Farkasvölgy) - * ایشتِن‌هِدْیْ (Istenhegy) - * یانوش‌هِدْیْ (Jánoshegy) - * کیش‌شواب‌هِدْیْ (Kissvábhegy) - * بخشی از کریستیناواروش (Krisztinaváros) - * کوت‌وُلدیْ (Kútvölgy) - * ماگاش‌اوت (Magasút) - * مارتون‌هِدْیْ (Mártonhegy) - * نِمِت‌وُلدیْ (Németvölgy) - * اوربان‌هِدْیْ (Orbánhegy) - * بخشی از شاش‌هِدْیْ (Sashegy) - * شواب‌هِدْیْ (Svábhegy) - * سِچِنْیی‌هِدْیْ (Széchenyihegy) - * ویرانیوش (Virányos) - * زوگ‌لیگِت (Zugliget) | ۵۷٬۵۶۶  | ۲۶٬۶۷       | ۲٬۱۵۸٫۴۶    |
| ۱۳          | ندارد                          | - * آندیال‌فولد (Angyalföld) - * مرکز آرپاد گونتس (Göncz Árpád városközpont) - * نِپ‌سیگت (Népsziget) - * اوی‌لیپوت‌واروش (Újlipótváros) - * ویزافوگو (Vizafogó) | ۱۲۱٬۶۵۷ | ۱۳٬۴۴       | ۹٬۰۵۱٫۸۶    |
| ۱۴          | زوگلو                          | - * آلشوراکوش (Alsórákos) - * ایشتوان‌مزو (Istvánmező) - * هِرمینامزو (Herminamező) - * کیش‌زوگلو (Kiszugló) - * نادْیْ‌زوگلو (Nagyzugló) - * راکوش‌فالوا (Rákosfalva) - * تُرُک‌اُر (Törökőr) - * واروش‌لیگت (Városliget) | ۱۲۴٬۲۱۸ | ۱۸٬۱۳       | ۶٬۸۵۱٫۵۲    |
| ۱۵          | راکوش‌پالوتا-پِشت‌اوی‌هِی-اوی‌پالوتا | - * پِشت‌اوی‌هِی (Pestújhely) - * راکوش‌پالوتا (Rákospalota) - * (اوی‌پالوتا) Újpalota | ۷۹٬۶۵۷  | ۲۶٬۹۴       | ۲٬۹۵۷٫۵     |
| ۱۶          | ندارد                          | - * آرپادفولد (Árpádföld) - * تسینکوتا (Cinkota) - * ماتیاش‌فولد (Mátyásföld) - * راکوش‌سِنت‌میهای (Rákosszentmihály) - * شاش‌هالوم (Sashalom) | ۷۴٬۴۹۹  | ۳۳٬۵۱       | ۲٬۲۲۳٫۱۹    |
| ۱۷          | راکوش‌مِنته                      | - شهرک آکادمیای جدید (Akadémiaújtelep) - * ماداردومب (Madárdomb) - * راکوش‌چابا (Rákoscsaba) - * راکوش‌چابا-شهرک جدید (Rákoscsaba-Újtelep) - * راکوش‌هِدی (Rákoshegy) - * راکوش‌کِرِست‌اور (Rákoskeresztúr) - * راکوش‌کِرت (Rákoskert) - * راکوش‌لیگِت (Rákosliget) - * شهرک آکادمیای قدیم (Régiakadémiatelep) | ۸۷٬۶۷۳  | ۵۴٬۸۲       | ۱٬۵۹۹٫۲۹    |
| ۱۸          | پشت‌سنت‌لورینتس-پشت‌سنت‌ایمره      | - * پِشت‌سِنت‌لورینتس (Pestszentlőrinc) - * پِشت‌سِنت‌ایمره (Pestszentimre) | ۱۰۲٬۲۱۶ | ۳۸٬۶۰       | ۲٬۶۴۸٫۰۸    |
| ۱۹          | کیش‌پشت                         | - * کیش‌پشت (Kispest) - * شهرک وِکرله (Wekerletelep) | ۵۹٬۶۴۸  | ۹٬۳۸        | ۶٬۳۵۹٫۰۶    |
| ۲۰          | پشت‌اِرژبت                       | - * گوباچ (Gubacs) - * گوباچی‌پوستا (Gubacsipuszta) - * کُشوت‌فالوا (Kossuthfalva) - * شهرک پاچیرتا (Pacsirtatelep) - * اِرژِبِت‌فالوا (Erzsébetfalva) - * شهرک سابو (Szabótelep) | ۶۵٬۶۱۱  | ۱۲٬۱۹       | ۵٬۳۸۲٫۳۶    |
| ۲۱          | چپل                            | - * چِپِل | ۷۶٬۰۹۲  | ۲۵٬۷۵       | ۲٬۹۵۵٫۰۳    |
| ۲۲          | بودافوک-تِتِنْی                   | - * شهرک باروش گابور (Baross Gábor-telep) - * بودافوک (Budafok) - * بوداتِتِنْی (Budatétény) - * نادْیْ‌تِتِنْی (Nagytétény) | ۵۵٬۱۱۲  | ۳۴٬۲۵       | ۱٬۶۰۹٫۱۱    |
| ۲۳          | شُرُکشار                         | - * شُرُکشار | ۲۲٬۹۶۵  | ۴۰٬۷۷       | ۵۶۳٫۲۸      |

## تاریخچه

### ‎۱۸۷۳–۱۹۳۰
به دنبال سازش اتریشی-مجاری ۱۸۶۷، اقدامات عمده شهرنشینی در پشت پیشتر شروع شده‌بود. در دسامبر ۱۸۷۲، پارلمان مجارستان به یکپارچگی سه شهر پشت، بودا و اُبودا رای داد و پس از آن در ۱۷ نوامبر ۱۸۷۳، اولین شورای شهر متحد صورت گرفت و اداره امور از شورای پیشین انتقال پیدا کرد. اولین شهردار انتخابی بوداپست شخصی به نام کاروی رات بود. بوداپست که با ادغام این سه شهر شکل گرفت، در ابتدا به ۱۰ ناحیه تقسیم شد.
ساحل چپ دانوب (بودا و اوبودا):
- ناحیه ۱ - قلعه، تابان و کریستیناواروش
- ناحیه ۲ - ویزی‌واروش و اُرساگ‌اوت
- ناحیه ۳ - اوی‌لاک و اوبودا

ساحل راست دانوب (پشت):
- ناحیه ۴ - بِل‌واروش
- ناحیه ۵ - لیپوت‌واروش
- ناحیه ۶ - تِرِزواروش
- ناحیه ۷ - اِرژبت‌واروش
- ناحیه ۸ - یوژف‌واروش
- ناحیه ۹ - فِرِنتس‌واروش
- ناحیه ۱۰ - کوبانیا

### پس از ۱۹۳۰
با توسعه بیشتر و نیاز به تغییرات اساسی در مرزبندی شهری، در ۱۹۳۰ چهار ناحیه جدید با شماره سریال ۱۱ تا ۱۴ به بوداپست پیوست و شهر در سال‌های آتی به‌طور قابل توجهی تغییر پیدا کرد. در ۱۹۴۱ تراکم جمعیت در پشت ۹٬۵۳۰ و در بودا ۲٬۵۳۶ نفر در هر کیلومتر مربع تخمین زده می‌شد.

### پس از ۱۹۵۰
با اضافه شدن ۲۳ محل مسکونی در اول ژانویه ۱۹۵۰، بوداپست بزرگ شکل گرفت و با تغییر مرزهای اداری، مساحت پایتخت حدود دو و نیم برابر و جمعیت آن یک و نیم برابر افزایش یافت. تصویر توپوگرافی بوداپست به‌طور اساسی تغییر پیدا کرد و شهر در سمت پشت، بزرگتر از پیش و تقریباً دو برابر بودا شد. از ۶ شهر و ۱۴ روستای متصل به بوداپست، ۸ ناحیهٔ جدید تشکیل شد که از آن فقط ۳ روستا در طرف بودا ادغام شده‌بودند. با این اقدامات تعداد ناحیه‌های شهر به ۲۲ افزایش یافت. در دههٔ نود با یک همه‌پرسی ناحیه شروکشار مستقل شد و تعداد ناحیه‌های بوداپست به ۲۳ رسید.

## شهرهای خواهرخوانده
ناحیه ۱ – منطقه قلعه
| - منطقهٔ ۱، وین، اتریش - کاپسترانو، ایتالیا - کروژ، سوئیس - لنداوا، اسلوونی | - مارلو، انگلستان - رگنسبورگ، آلمان - اودورهیو سکویس، رومانی - موکاچفو، اوکراین | - پراگ ۱، جمهوری چک - Zenta، صربستان - براتیسلاوا ۱، اسلواکی - شرودمیشچیه (ورشو)، لهستان |

ناحیه ۲
- فنیقه، ترکیه
- مسباخ، آلمان
- ژولیبوژ، لهستان

ناحیه ۳ – اُبودا-بکاش‌مدیر
| - بیلیگهایم، آلمان - اودینه، ایتالیا - استیرلینگ، انگلستان | - بمووو، لهستان - میرکورا چو، رومانی - شهر قدیم کوشیتسه، اسلواکی |

ناحیه ۴ – اوی‌پشت
- مارتسان-هلرسدورف (برلین)، آلمان
- Ciucsângeorgiu، رومانی

ناحیه ۵ – بل‌واروش-لیپوت‌واروش
| - گئورگه، رومانی - کراکوف (شهر تاریخی)، لهستان - شارلوتنبورگ-ویلمرسدورف (برلین)، آلمان - Topolya، صربستان | - Torockó، رومانی - راخیف، اوکراین - رژنیاوا، اسلواکی - Énlaka، رومانی | - ایروان، ارمنستان - موندراگونه، ایتالیا |

ناحیه ۶ – ترزواروش
- ترگو سکوئیس، رومانی
- لنتی، مجارستان
- تِمِرین، صربستان
- زادار، کرواسی

ناحیه ۷ – ارژبت‌واروش
| - صفد، اسرائیل - کارلواتس، کرواسی - نور، فرانسه - شدلتسه، لهستان | - Stari Grad (بلگراد)، صربستان - سالونیک، یونان - سوتی ولاس، بلغارستان |

ناحیه ۸ – یوژف‌واروش
- Josefstadt، وین، اتریش
- پسچینا، ایتالیا

ناحیه ۹ – فرنتس‌واروش
- سفنتو گئورگه، رومانی
- Kanjiža، صربستان
- کرالوسکی خلمتس، اسلواکی
- برهوفه، اوکراین

ناحیه ۱۰ – کوبانیا
| - لیتوچورو، یونان - لتوویتسه، جمهوری چک - شتوروو، اسلواکی - یاروسواو، لهستان | - به‌له، رومانی - وینکوتسی، کرواسی - ولورهمپتون، انگلستان |

ناحیه ۱۱ – اوی‌بودا
| - آدا، صربستان - باد کانشتات (اشتوتگارت)، آلمان - باغچه‌لی‌اولر، ترکیه - Bene، اوکراین | - منطقه ۱ هوشی‌مین، ویتنام - Sânzieni (ترانسیلوانی)، رومانی - ترگو مورش، رومانی - Trstice، اسلواکی | - پراگ ۵، جمهوری چک - روسه، بلغارستان - تروگیر، کرواسی - اوسترونگ، لهستان | - ژولیبوژ (ورشو)، لهستان - برهوفه، اوکراین - ایوو، چین |

ناحیه ۱۲ – هدی‌ویدک
- آراد، رومانی

ناحیه ۱۳
- Floridsdorf (وین)، اتریش
- اوسییک، کرواسی
- اوخوتا (ورشو)، لهستان
- سوت، رومانی
- Košice-Juh (جنوب کوشیتسه)، اسلواکی

ناحیه ۱۴ – زوگلو
| - چالپان‌آتا، قرقیزستان - Ciceu، رومانی - Racoș (شهرستان براشوو)، رومانی | - راسیبورز، لهستان - شتگلیتس-تسهلندورف (برلین)، آلمان - ولیکو ترنوو، بلغارستان |

ناحیه ۱۵ – راکوش‌پالوتا-پِشت‌اوی‌هِی-اوی‌پالوتا
| - داباش، مجارستان - Donji Kraljevec، کرواسی - Liesing (وین)، اتریش - لینیای، چین | - مارتسان-هلرسدورف (برلین)، آلمان - Nad jazerom (کوشیتسه)، اسلواکی - اوبرفلاخ، اتریش - سانمینگ، چین | - موشون‌مادیارووار، مجارستان - توت‌سنت‌مارتن، مجارستان - توپلیتسا، رومانی |

ناحیه ۱۶
- ناحیه تای هوو، ویتنام

ناحیه ۱۷ – راکوش‌منته
- گئورگه، رومانی
- شهرستان کروسنو، رومانی
- Lovran، کرواسی
- Popovo، اوکراین

ناحیه ۱۸ – پشت‌سنت‌لورینتس-پشت‌سنت‌ایمره
| - بیله توشد، رومانی - دوبرووا تارنوسکا، لهستان - نین، کرواسی - آرتاشات، ارمنستان | - نسبار، بلغارستان - سن نیکولا لا استرادا، ایتالیا - رُدینگ، آلمان - اوزورا، مجارستان | - Izvoru Crișului (شهرستان کلوژ)، رومانی - ملداوا ناد بدوو، اسلواکی - تیاچیف، اوکراین |

ناحیه ۱۹ – کیش‌پشت
| - اسمولیان، بلغارستان - سومبور، صربستان - گمینا کژشوویتسه، لهستان | - وربوتس، کرواسی - پندیک، ترکیه - تشه، رومانی |

ناحیه ۲۰ – پشت‌ارژبت
- کریستورو سکوئیسک، رومانی
- Belin، رومانی
- نوردند (فرانکفورت)، آلمان
- Olgiate Comasco، ایتالیا
- آلوشتا، اوکراین

ناحیه ۲۱ – چپل
| - کیلتس، لهستان - Gănești، رومانی - سلونته، رومانی | - رییکا، کرواسی - یوانکوسکی، فنلاند - نوینبورگ آم راین، آلمان | - Wołomin، لهستان - شچچین، لهستان - بیله توشد، رومانی |

ناحیه ۲۲ – بودافوک-تتنی
| - بن، آلمان - برئول، رومانی - کریخانستاد، سوئد - Białołęka (ورشو)، لهستان | - وارنا، بلغارستان - دوناوشتات (وین)، اتریش - Koson، اوکراین |

ناحیه ۲۳ – شروکشار
- توروک‌بالینت، مجارستان
- اودورهیو سکویس، رومانی
- نورتینگن، آلمان
- Tvardica، بلغارستان

## یادداشت
1. ↑  به مجاری Ráth Károly